# Citroën Traction Avant
Traction Avant (deutsch „Frontantrieb“) ist die geläufige Bezeichnung für die ersten vorderradangetriebenen Citroën-Serienmodelle 7A, 7B, 7C, 11B (mit Reihenvierzylindermotoren) und 15/6 (mit Reihensechszylindermotor), die zwischen 1934 und 1957 gebaut wurden.

## Geschichte
Der Traction Avant, anfangs auch La 7 Citroën oder Citroen 7 wurde entwickelt unter der Leitung von André Lefèbvre und Flaminio Bertoni, die auch für andere Meilensteine der Marke, wie den 2CV oder den späteren Citroën DS, verantwortlich waren. Am 18. April 1934 wurde das Modell der französischen Steuerklasse CV 7 erstmals vorgestellt und mit einer effektiven Leistung von 32 PS beworben.
Ebenfalls an der Entwicklung beteiligt war Jean Daninos, der 1939 die Facel-Metallwerke und später das Serienkarosseriebau-Unternehmen Facel-Métallon gründete. Aus Letzterem ging die Automarke Facel Vega hervor.

## Technik

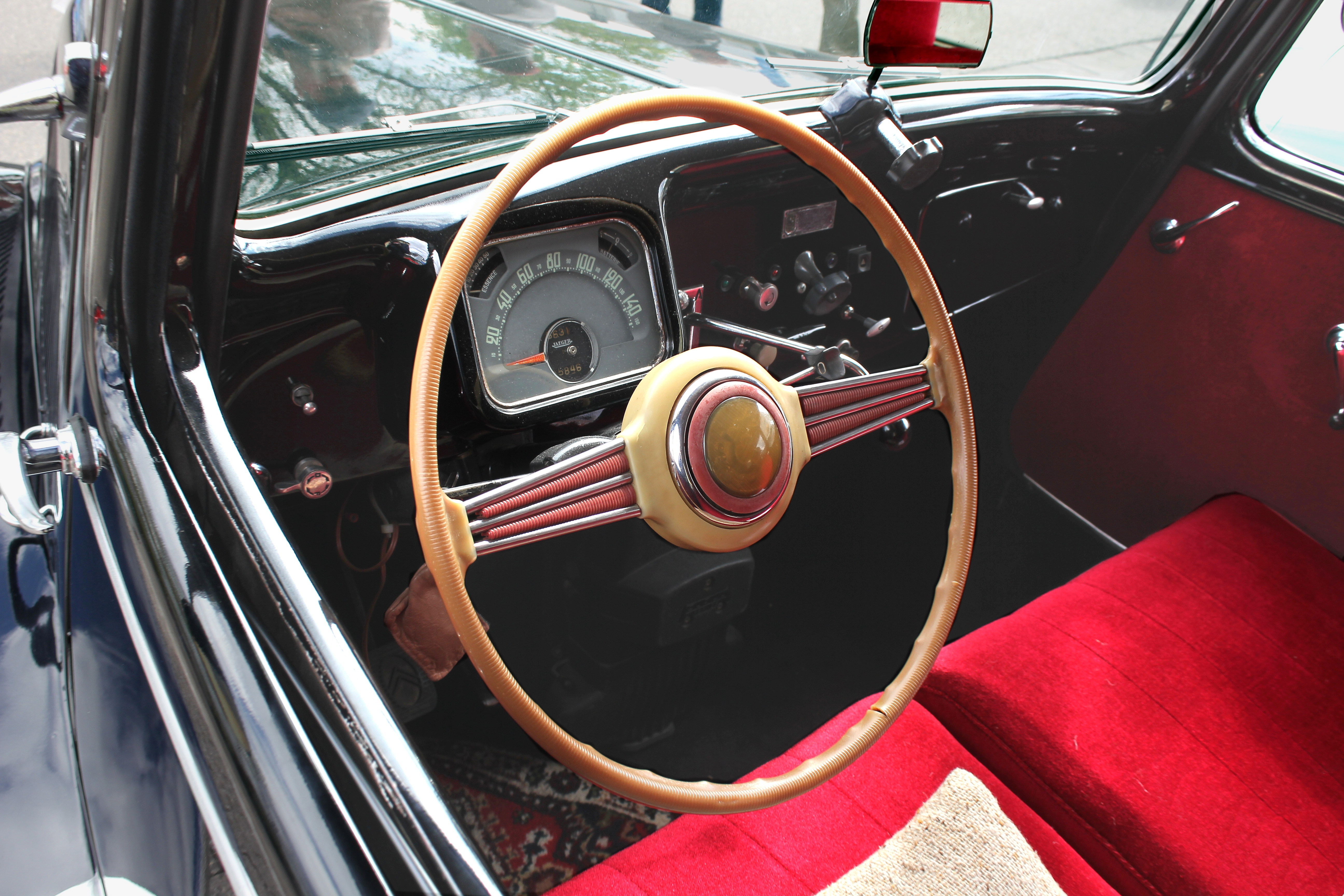
Armaturenbrett des TA

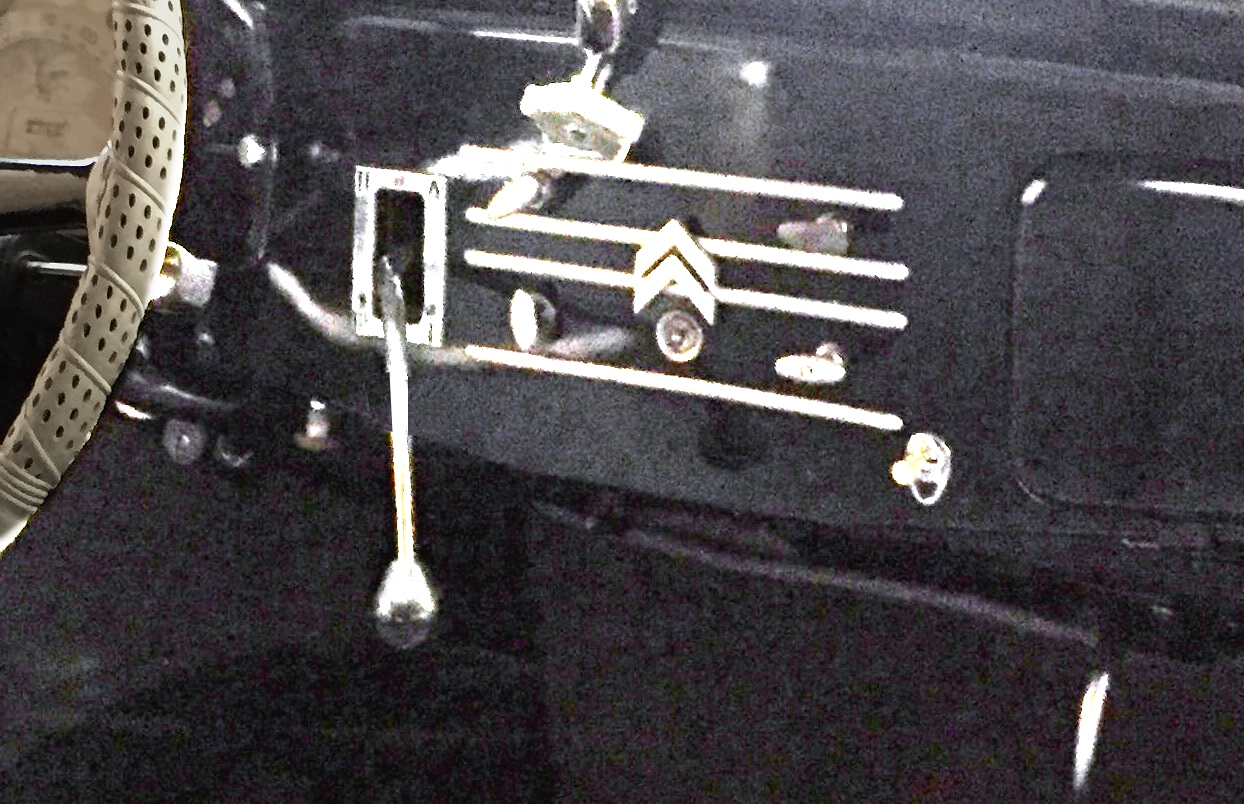
Schaltknüppel

Der Citroën Traction Avant hatte viele technische Merkmale, die damals neuartig waren und im heutigen Automobilbau Standard sind. Der TA gehört zu den ersten Wagen mit selbsttragender Karosserie. Dadurch war er leichter und hatte einen tiefer liegenden Schwerpunkt als die meisten Konkurrenten. Durch den Einbau des Motors hinter und dem Getriebe vor der Vorderachse wurde eine gute Lastverteilung erreicht. Die Höchstgeschwindigkeit des Fahrzeuges betrug 130 km/h. Mit Drehstabfederung vorn und hinten, einzeln an doppelten Querlenkern aufgehängten angetriebenen Vorderrädern und der starren Hinterachse, die an zwei Längslenkern und einem Panhardstab geführt wurde, erreichte man eine für die damalige Zeit hervorragende Straßenlage und ausgezeichneten Komfort. Ein Werbespruch von Citroën lautete: La Traction Avant dompte la force centrifuge, übersetzt: Der Traction Avant zähmt die Zentrifugalkräfte.
1934 wurden auf dem Pariser und Brüsseler Autosalon einige 22 CV mit Achtzylinder-V-Motor, 3,82 Litern Hubraum und 100 PS vorgestellt. Diese Wagen hatten in die Kotflügel eingelassene Scheinwerfer. Die ersten Fahrzeuge waren mit einem Ford-Motor ausgerüstet, weil der eigene Motor noch nicht serienreif war. Insgesamt sollen rund 20 Fahrzeuge dieses Typs gebaut worden sein. Über den Verbleib dieser Fahrzeuge heißt es, sie seien in 11 CV umgebaut und die besonderen Frontteile zerstört worden. Von einer Replika des 22 CV existieren jedoch neuere Videoaufnahmen, die 2009 und 2012 online gestellt wurden.

## Weitere technische Merkmale

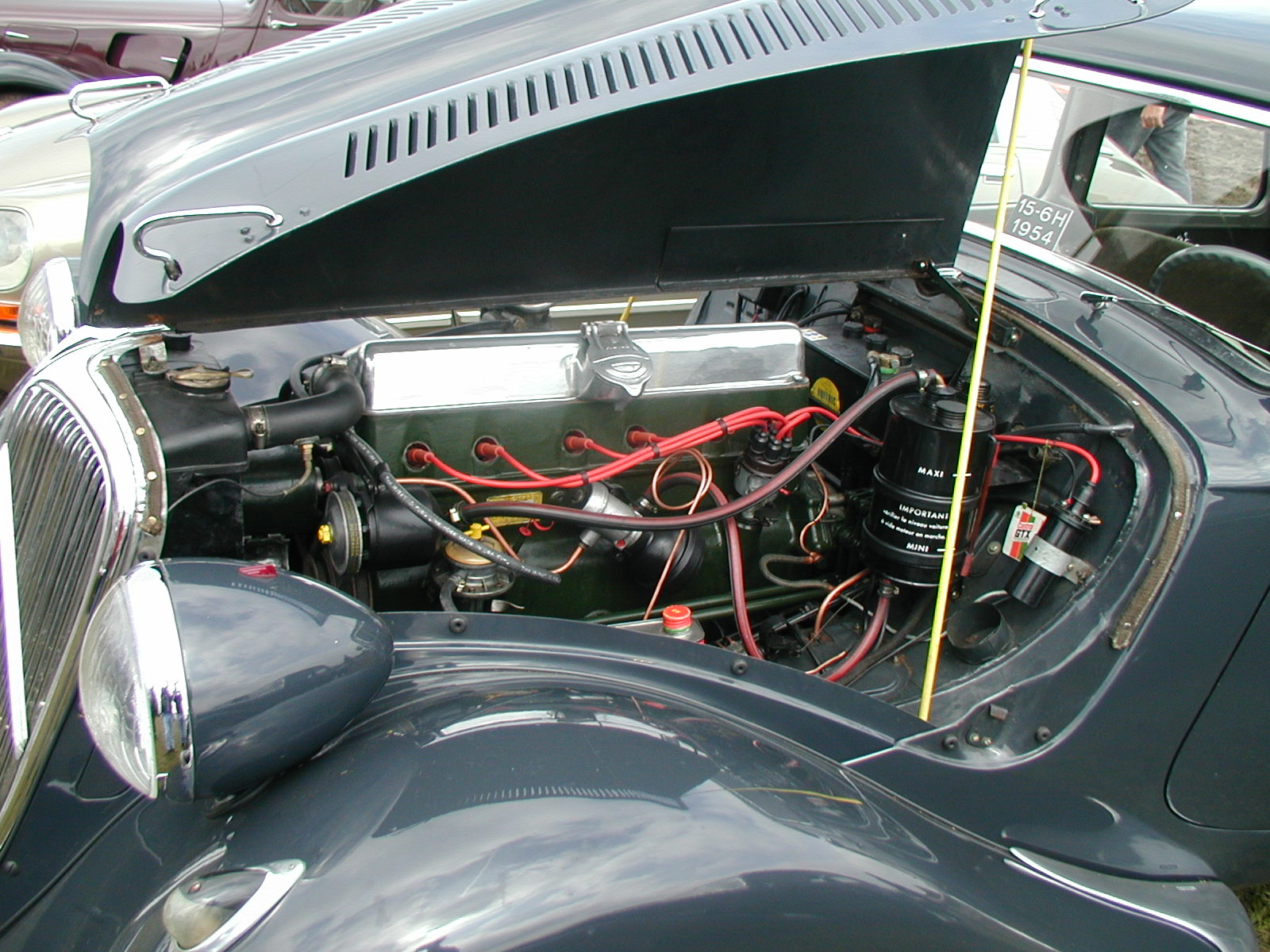
Sechszylindermotor im Traction Avant

Bei allen „Traction Avant“ sitzt das Getriebe vor dem in Silentblöcken gelagerten Motor. Die vier Gänge (drei Vorwärts- und ein Rückwärtsgang) werden über einen Schaltknüppel im Armaturenbrett gewählt, also keine Revolverschaltung wie bei zeitgenössischen DKW und Adler oder später bei 2 CV und Renault 4. Die Vergasermotoren mit hängenden Ventilen haben eine untenliegende Nockenwelle, die über eine Steuerkette angetrieben wird. Der Zündverteiler enthält einen Fliehkraftversteller zur Anpassung des Zündzeitpunktes an die Motordrehzahl.
Der 7 CV hat 1303 cm³ Hubraum und leistet 46 PS (34 kW) bei 3800/min; der 11 CV hat 1911 cm³ und leistet etwa 56 PS (41 kW) bei gleicher Drehzahl. Der Verbrauch des 11 CV liegt bei etwa 12 Liter auf 100 km. Der 15 CV mit seinem 2,9-Liter-Sechszylindermotor erreicht knappe 78 PS (57 kW). Geschwindigkeiten von 140 bis 145 km/h sind durchaus möglich. Die Karosserie des 15 CV unterscheidet sich von der des 11 CV B (Normale) nur geringfügig; sie ist bis auf den beim 15 CV 11 cm längeren Vorderbau gleich; ähnlich gleichen sich die Karosserien des 11 CV BL (Légère) und des 7 CV.
Die vorderen Türen der Wagen sind hinten angeschlagen (sogenannte Selbstmördertüren), was ein bequemes Ein- und Aussteigen ermöglicht.
Die Frontscheibe der Wagen kann unten leicht ausgestellt werden, um bei wärmerem Wetter den Innenraum zu belüften. Für den Betrieb in kalten Regionen oder im Winter kann vor dem Kühlergrill eine Jalousie montiert werden, damit der Motor schneller seine Betriebstemperatur erreicht.

## Technische Änderungen

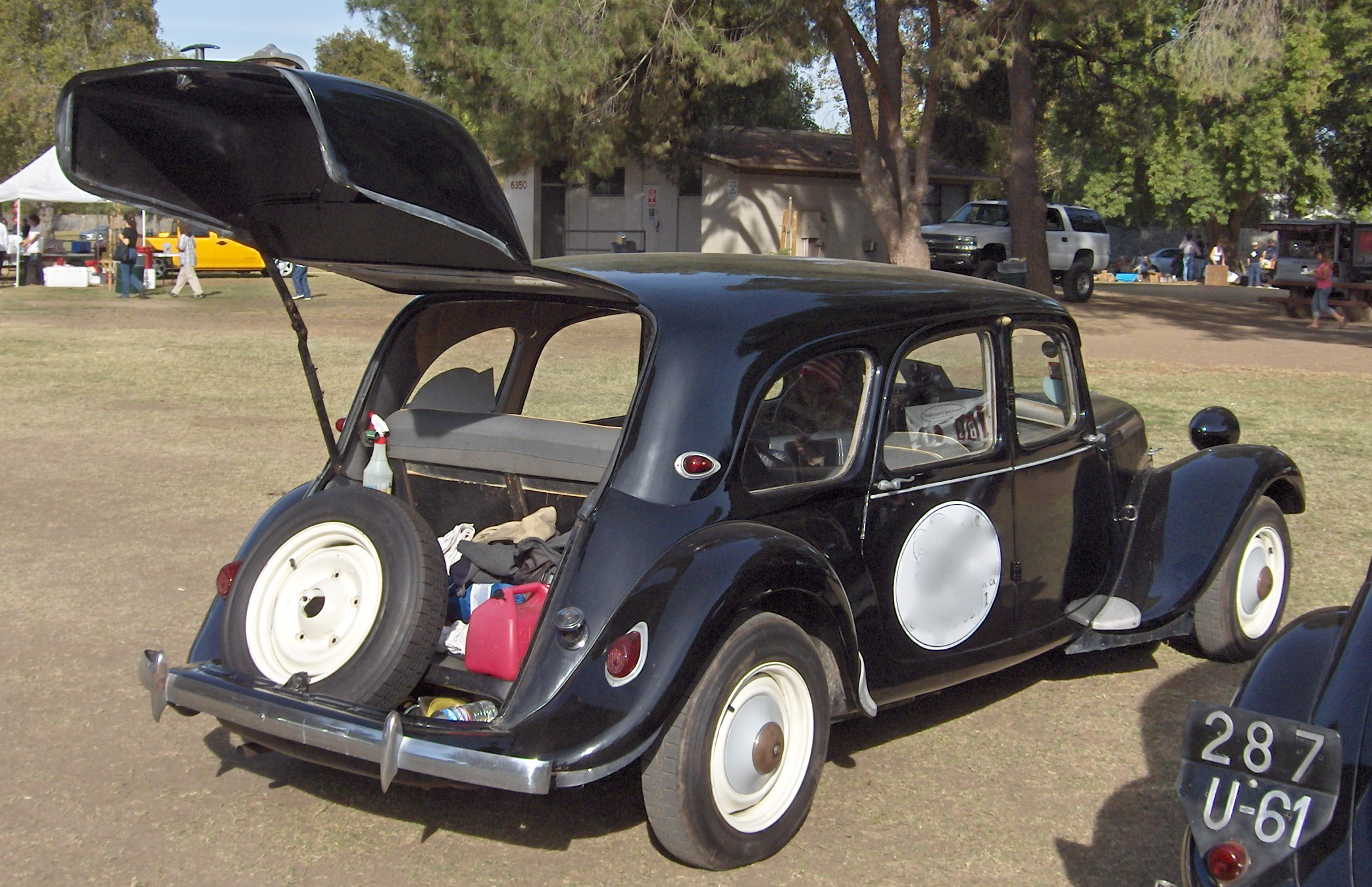
Commerciale mit großer Heckklappe, 1938

- Ab 1936 bekamen alle Modelle eine Zahnstangenlenkung, die präziser arbeitete als die bis dahin verwendete Rollenlenkung.
- Ab 1947 wurde im 15 CV ein neues Getriebe eingebaut, der Motor war jetzt rechtsdrehend.
- Ab 1954 wurde die Sechs-Fenster-Karosserie gebaut.

1953 führten ernst genommene Gerüchte über die bevorstehende Einführung eines hochmodernen Nachfolgers zu einem spürbaren Absatzrückgang der inzwischen beinahe zwanzig Jahre alten Konstruktion. Deshalb konnte der 15 CV ab 1954 auf Wunsch mit hydropneumatisch gefederter Hinterachse (Hydropneumatik) bestellt werden. Die Modellbezeichnung lautete dann 15/6H.

## Modellvarianten

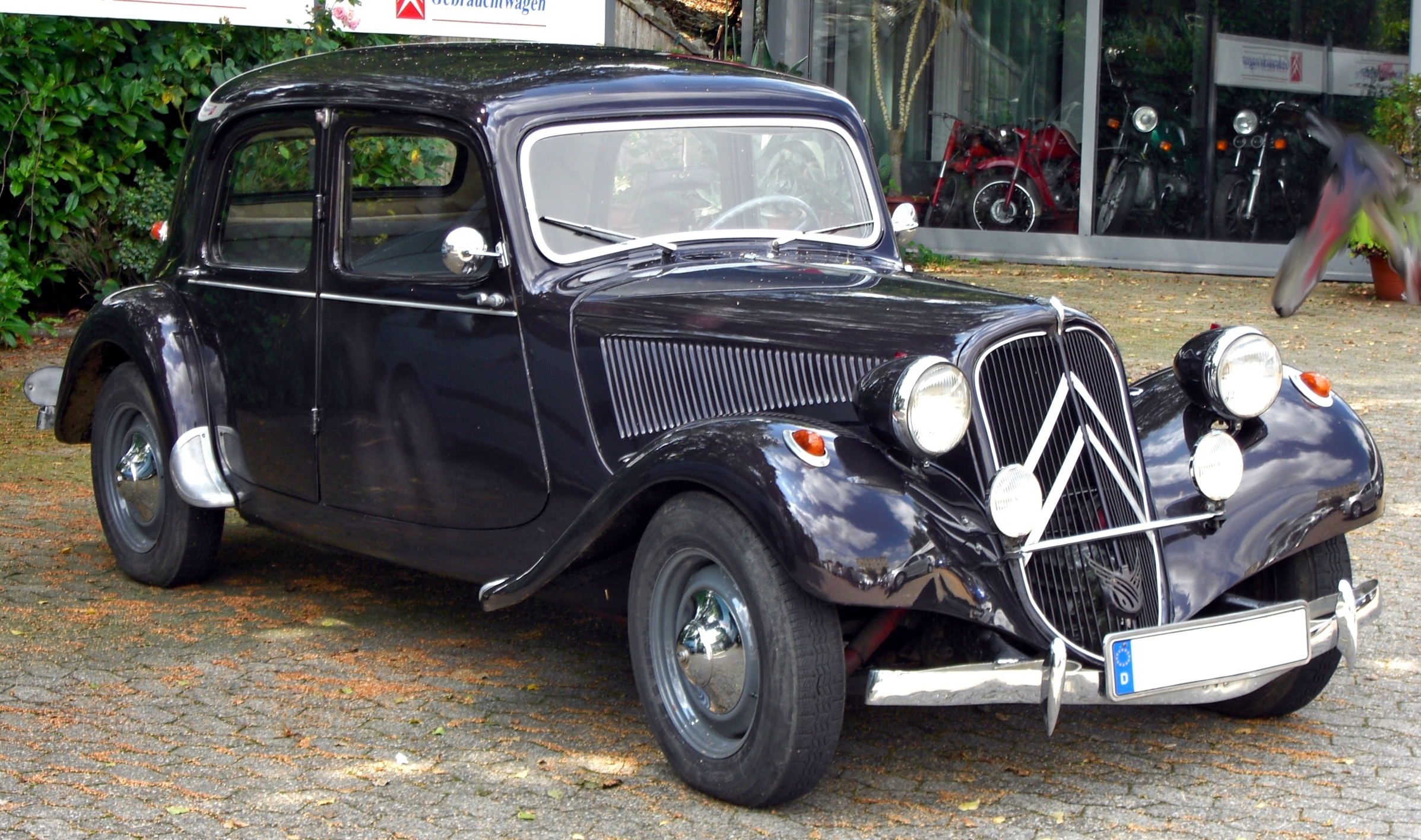
Traction Avant Légère

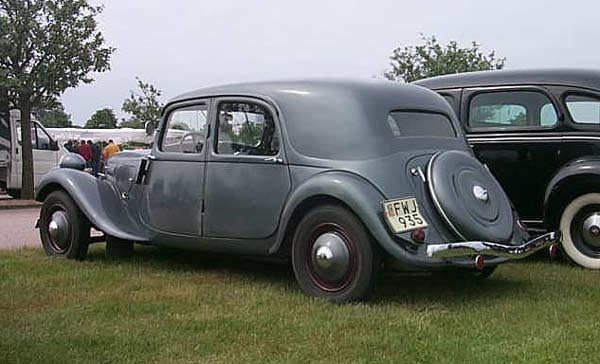
Das klassische „Radmodell“

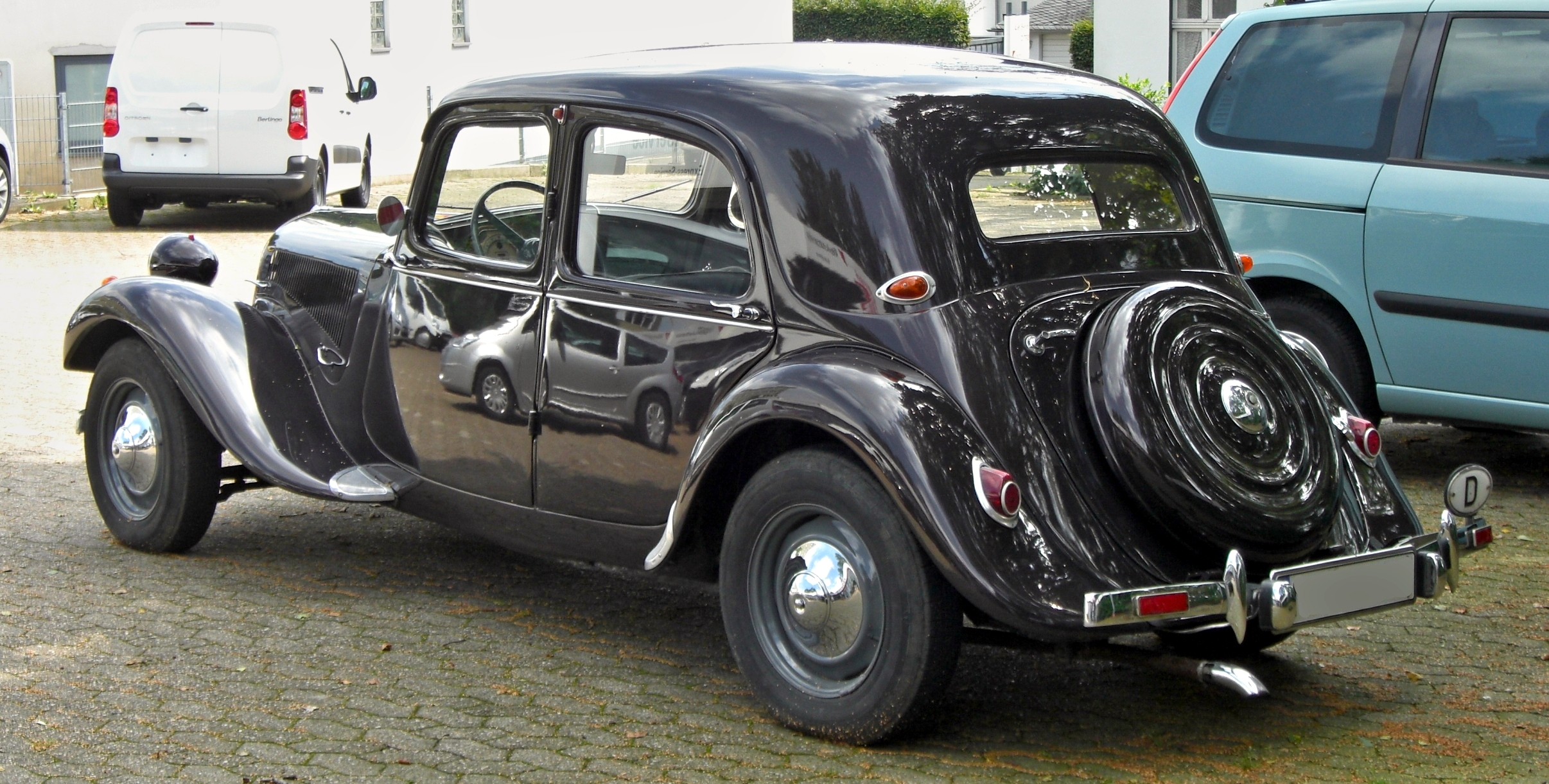
Traction Avant Légère

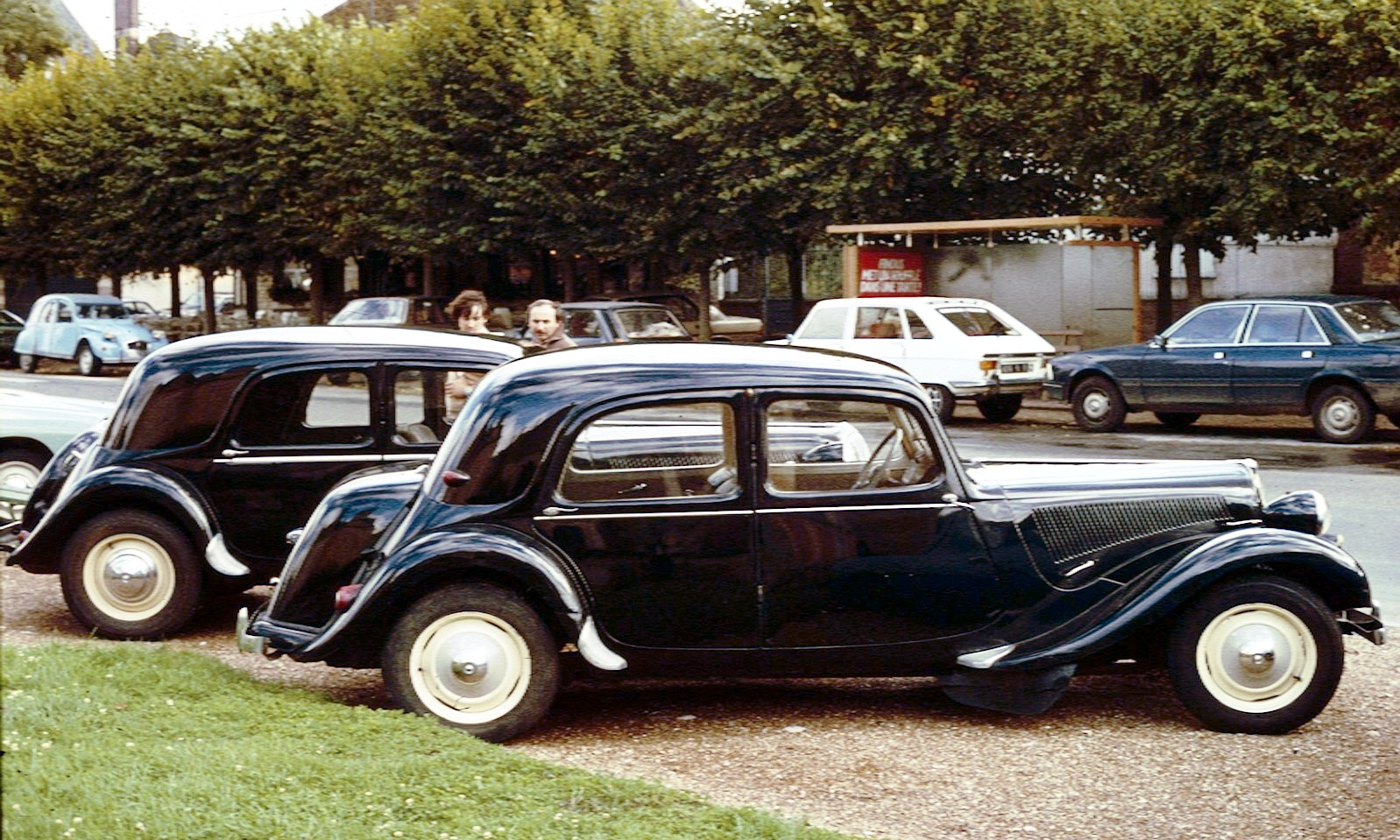
Veränderungen von 1952

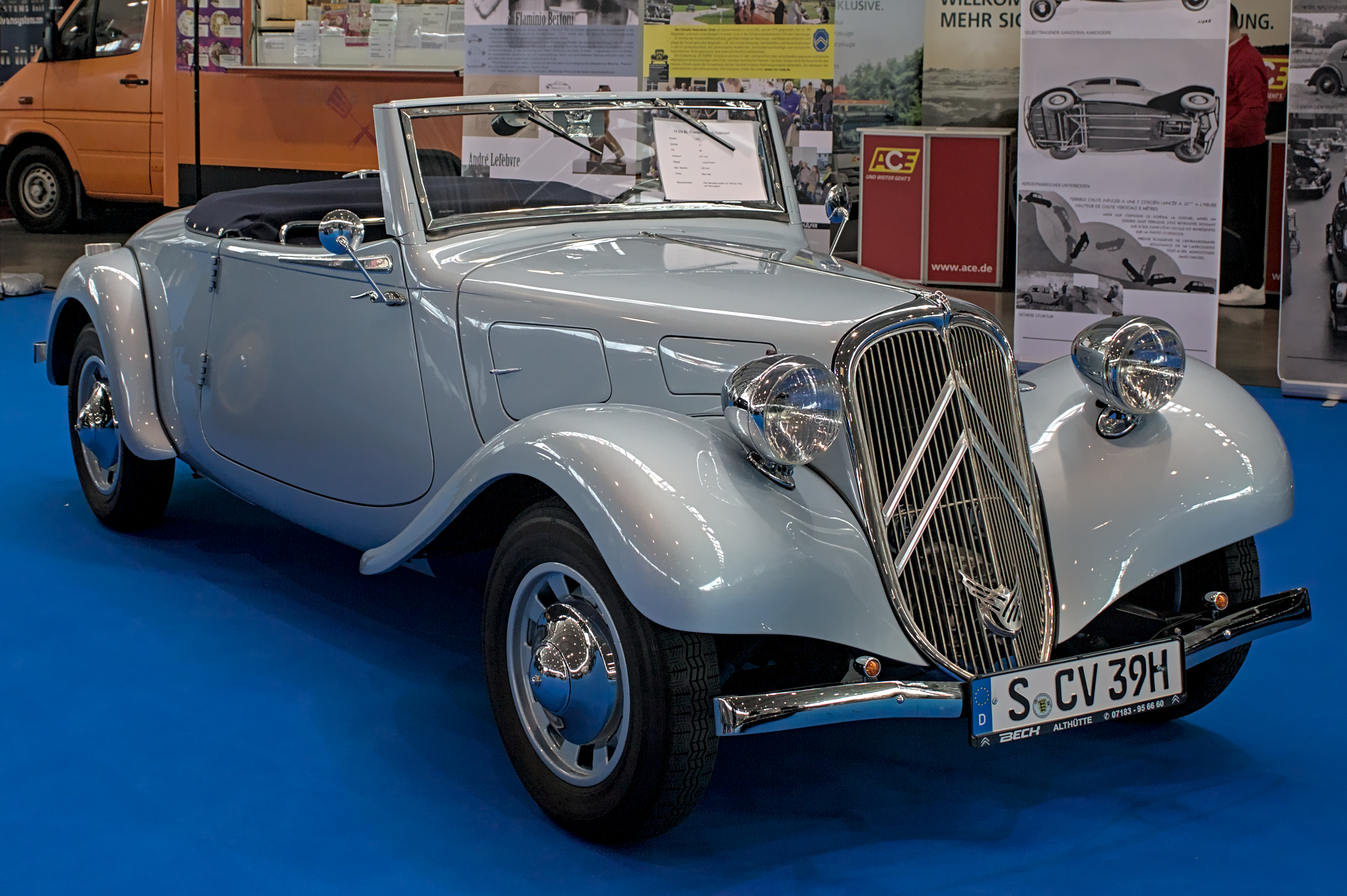
Traction Avant Normale Cabriolet

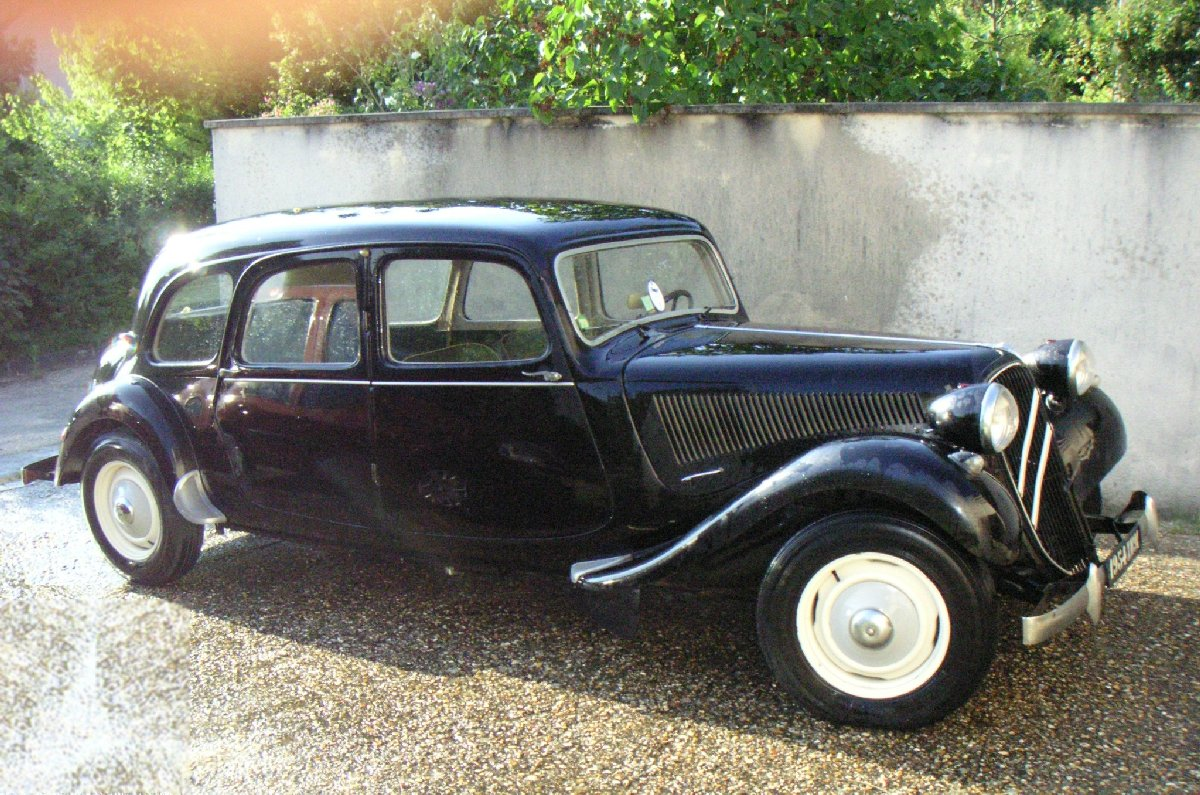
Ein Familiale von 1954

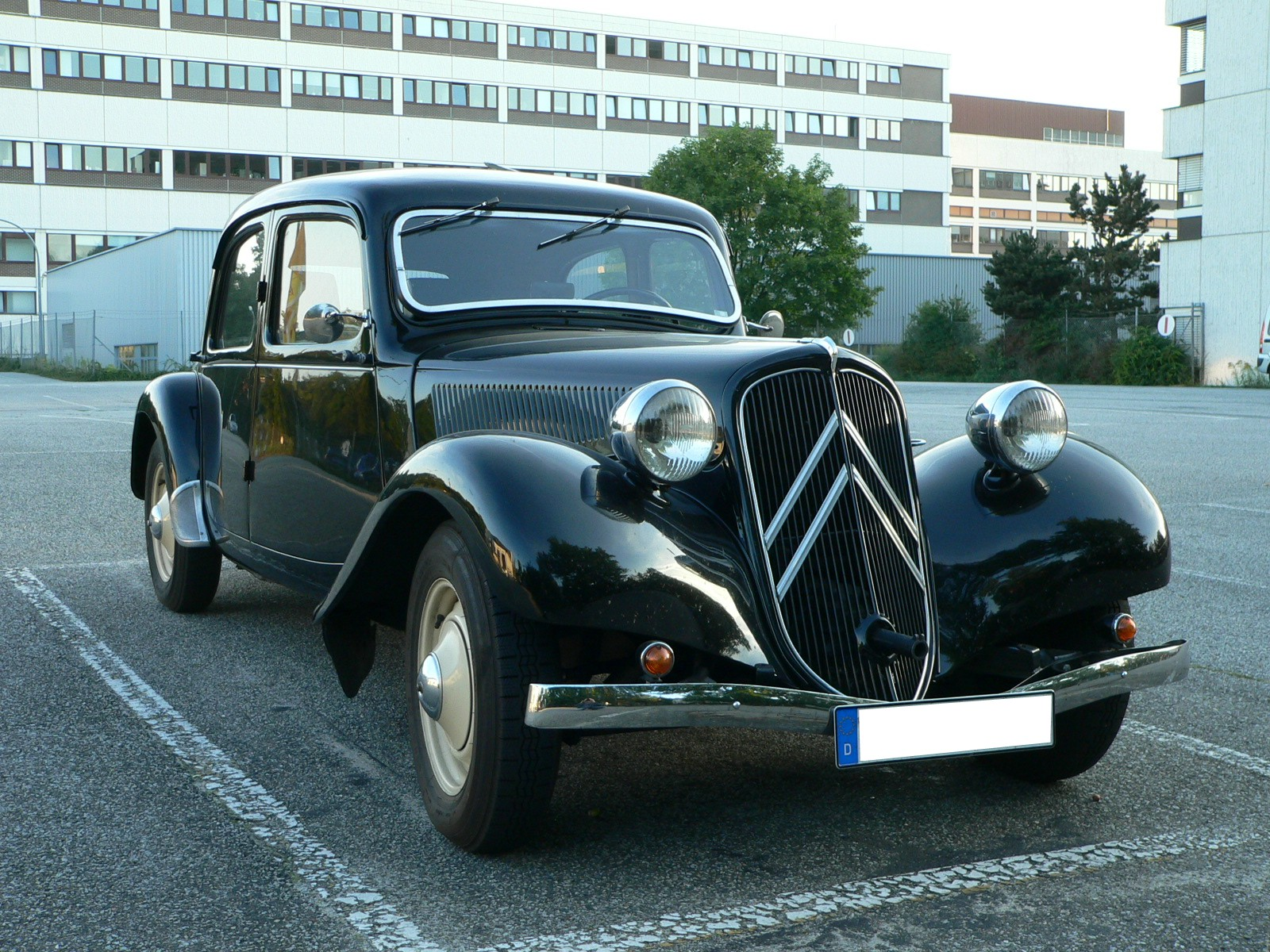
Version zwischen 1945 und 1952

Es gab den Traction Avant in verschiedenen Karosserieformen und -größen:
- kurz und schmal: 7C, 11BL (Légère) jeweils als Limousine, Cabriolet und Faux Cabriolet (= Coupé)
- mittellang und breit: 11BN (Normale) (Limousine, Cabriolet und Faux Cabriolet) und 15/6 (Limousine und einige Cabriolets)
- lang und breit (Large): 11BF und 11BC und 15/6F und 15/6C Familiale und Commerciale (letzterer mit Heckklappe), jeweils mit drei Sitzreihen und drei Fenstern je Seite.

Nach dem Zweiten Weltkrieg wurden die Motorhauben mit seitlichen Klappen durch solche mit seitlichen Schlitzen ersetzt. 1952 gab es die einzige wesentliche Änderung im Design: Die Stoßstangen wurden gerade. Der Kofferdeckel mit außen liegender Abdeckung für das Reserverad („Radmodell“) wurde durch eine stärker gewölbte Klappe ersetzt, die einen deutlich vergrößerten Kofferraum mit innen liegendem Reserverad („Koffermodell“) freigab. Ferner wurden die vorher oben montierten Scheibenwischer unterhalb der Windschutzscheibe positioniert.
Das Cabriolet wurde nach 1945 nicht mehr gefertigt.

## Name
Oft findet man die Kurzbezeichnungen Traction oder schlicht TA. Eine „Traction Avant“ („Frontantrieb“) war 1934 eine so gewaltige technische Neuerung im Serienautomobilbau, dass dieser Begriff seitdem diesen Fahrzeugtyp beschreibt. Häufig wird das Wortspiel l’attraction (franz. für: die Attraktion) statt gleichklingend la traction (franz. für: der Antrieb) verwendet.
Er wurde auch als „Gangsterlimousine“ bekannt, was an seiner hervorragenden Straßenlage in Verbindung mit dem Frontantrieb lag, denn damit eignete er sich der Legende nach zum idealen Fluchtfahrzeug seiner Zeit, als die Polizei noch mit konventionell gebauten Autos ausgestattet war.
Das Fahrzeug wird auch als 11 CV oder 15 CV bezeichnet. CV ist die Bezeichnung für die Kategorie der französischen Kfz-Steuer-Berechnung. Diese Bezeichnung wurde in jener Zeit von manchen Herstellern als Typenbezeichnung verwendet. Sie wird häufig verwechselt mit der Motorleistung ch (frz. Cheval-vapeur = „Pferdestärke“).
Genau 1823 Modelle der Reihen 7A, 7B und 7C wurden zwischen 1934 und 1935 im deutschen Citroën-Produktionswerk in Köln-Poll montiert. Aufgrund seiner kölschen Herkunft wurde der TA daher in Deutschland auch zeitweise der Poller genannt.

## Einstufung im französischen Steuer- und Versicherungssystem
Die beiden Vierzylinder hatten 7 CV und 11 CV wie es auch ihr Name verriet. Der Sechszylinder 15 CV-Six hatte dagegen tatsächlich 16 CV, während der Achtzylinder, von dem nur zwölf Stück gebaut wurden, wie auch schon sein Name sagte 22 CV hatte.